# Lantacario
Lantacario, in latino Lantacharius, (... – fl. VI secolo) risulta, secondo i documenti del vescovo Mario di Avenches, fu un duca franco-alemannico nella diocesi di Avenches fino a 548. Gli successe Butilino.